# Oxira umbrosa
Oxira umbrosa là một loài bướm đêm trong họ Noctuidae.